# Bayonetta 3
Bayonetta 3 est un jeu vidéo développé par Platinum Games et édité par Nintendo, sorti le 28 octobre 2022 sur Nintendo Switch. Troisième épisode de la série Bayonetta, le jeu propose d'incarner une toute nouvelle Bayonetta, dans un monde qui semble se distinguer quelque peu des précédents opus.

## Synopsis
À New York, aux États-Unis, la protagoniste est en train de faire, comme à son habitude, du shopping. Mais, c'est avec ce curieux hasard qui lui est propre, qu'Enzo empêche Bayonetta de terminer ses courses. À la suite d'un concours de circonstances, la courageuse sorcière se retrouve contrainte de déchainer ses pouvoirs sur un ennemi jusqu'alors inconnu.

## Système de jeu
Le jeu est composé de 14 chapitres où le joueur incarne à la fois Bayonetta et sa nouvelle camarade Viola. En plus de ces 14 chapitres, il existe 4 intermèdes où le joueur incarne Jeanne dans une mission spéciale, à la manière d'un jeu de plateforme.

## Développement
Le jeu est annoncé en décembre 2017 lors des Game Awards,,. En septembre 2021, les premières images du jeu sont diffusées dans un Nintendo Direct. Le jeu est sorti le 28 octobre 2022 sur Nintendo Switch,

## Accueil

### Critique
Bayonetta 3 reçoit un bon accueil critique, en recevant la note de 86 sur 100 sur Metacritic et une note de 19/20 sur jeuxvideo.com.